# The End (álbum de Black Sabbath)
The End es un EP de la banda inglesa Black Sabbath, lanzado en el año 2016. Solo estuvo disponible en algunos conciertos de su gira The End. Las primeras cuatro canciones son versiones inéditas de las sesiones del álbum 13, y el resto fueron grabadas en vivo en el tour de reunión de la banda entre el 2013 y el 2014.

## Lista de canciones
| N.º | Título                                                       | Duración |  |
| 1.  | «Season of the Dead»                                         | 7:22     |  |
| 2.  | «Cry All Night»                                              | 6:59     |  |
| 3.  | «Take Me Home»                                               | 4:58     |  |
| 4.  | «Isolated Man»                                               | 5:32     |  |
| 5.  | «God Is Dead?» (En vivo en Sídney, Australia 4/27/13)        | 9:46     |  |
| 6.  | «Under the Sun» (En vivo en Auckland, Nueva Zelanda 4/20/13) | 4:37     |  |
| 7.  | «End of the Beginning» (En vivo en Hamilton, Canadá 4/11/14) | 8:10     |  |
| 8.  | «Age of Reason» (En vivo en Hamilton, Canadá 4/11/14)        | 7:46     |  |

## Personal
- Ozzy Osbourne – voz
- Tony Iommi – guitarra
- Geezer Butler – bajo

Músicos adicionales
- Brad Wilk – batería (canciones 1–4)
- Tommy Clufetos – batería (canciones 5–8)
- Adam Wakeman – teclado (canciones 5–8)